# Phyllagathis scortechinii
Phyllagathis scortechinii är en tvåhjärtbladig växtart som beskrevs av George King. Phyllagathis scortechinii ingår i släktet Phyllagathis och familjen Melastomataceae. Inga underarter finns listade i Catalogue of Life.